# Entrée de Jeanne d'Arc à Orléans, 8 mai 1429
L’Entrée de Jeanne d'Arc à Orléans, 8 mai 1429 est un tableau d'Henry Scheffer, peint en 1843. Il s'agit de l'une des œuvres visibles dans la galerie des Batailles, au château de Versailles, en France.

## Description
L’Entrée de Jeanne d'Arc à Orléans est une huile sur toile, de 4,25 m de haut sur 4,83 m de long. Elle représente une scène de la levée du siège d'Orléans, en 1429.

## Localisation
L'œuvre est située dans la galerie des batailles, dans le château de Versailles. Les toiles de la galerie étant disposées par ordre chronologique, elle est placée entre celles représentant la bataille de Cocherel (1364) et la bataille de Castillon (1453).

## Historique
En 1833, le roi Louis-Philippe, au pouvoir depuis 3 ans, décide de convertir le château de Versailles en musée historique de la France. La galerie des batailles est inaugurée en 1837. 33 toiles monumentales y sont disposées, dépeignant des épisodes militaires de l'histoire de France.
Henry Scheffer peint la toile en 1843 ; l'œuvre est présentée au Salon la même année.